# Huntingdon (Pennsilvània)
Huntingdon és una població dels Estats Units a l'estat de Pennsilvània. Segons el cens del 2000 tenia 6.918 habitants.

## Demografia
Segons el cens del 2000, Huntingdon tenia 6.918 habitants, 2.626 habitatges, i 1.491 famílies. La densitat de població era de 774,2 habitants per quilòmetre quadrat.
Dels 2.626 habitatges en un 25,1% hi vivien nens de menys de 18 anys, en un 43,4% hi vivien parelles casades, en un 10,1% dones solteres, i en un 43,2% no eren unitats familiars. En el 37,1% dels habitatges hi vivien persones soles el 17,3% de les quals corresponia a persones de 65 anys o més que vivien soles. El nombre mitjà de persones vivint en cada habitatge era de 2,17 i el nombre mitjà de persones que vivien en cada família era de 2,85.
Per edats la població es repartia de la següent manera: un 18,5% tenia menys de 18 anys, un 22,5% entre 18 i 24, un 22,8% entre 25 i 44, un 18,8% de 45 a 60 i un 17,4% 65 anys o més.
L'edat mediana era de 33 anys. Per cada 100 dones de 18 o més anys hi havia 80 homes.
La renda mediana per habitatge era de 31.261 $ i la renda mediana per família de 42.684 $. Els homes tenien una renda mediana de 33.269 $ mentre que les dones 21.327 $. La renda per capita de la població era de 15.744 $. Entorn del 10,1% de les famílies i el 13,9% de la població estaven per davall del llindar de pobresa.

## Poblacions més properes
El següent diagrama mostra les poblacions més properes.